# Rex pacificus
Am 5. September 1234 übersandte Gregor IX. Exemplare des Liber extra zusammen mit einem Begleitschreiben an mehrere Empfänger. Dieses Schreiben ist nach seinen Anfangsworten als Rex pacificus bekannt. Sein Wortlaut ist aus dem päpstlichen Register bekannt, Ausfertigungen haben sich nicht erhalten. In vielen Handschriften des Liber extra sind Kopien enthalten, wobei als Empfänger entweder (wie im Register) Paris oder Bologna oder beide Orte genannt werden; dass das Schreiben auch an „viele andere“ Empfänger ging, ist durch eine Notiz im Register bekannt. Das Schreiben wird üblicherweise als Bulle bezeichnet, wofür nach Maßstäben der Diplomatik aber die entscheidenden Merkmale fehlen (insbesondere die ad perpetuam-Formel).
Das Schreiben beklagt die Vielfalt und Widersprüchlichkeit der vorhandenen Dekretalen und ihrer unterschiedlichen Überlieferungen; als Abhilfe habe er, Gregor, Raymund von Penyaforte mit der Kompilation des nun vorliegenden Liber extra beauftragt. Mit Rex pacificus schreibt der Papst die Benutzung dieser Sammlung (compilatio) im Rechtsunterricht und in der gerichtlichen Praxis vor, verbietet die Benutzung anderer Sammlungen sowie die Ergänzung des Liber extra, und macht Ausnahmen von päpstlicher Genehmigung abhängig. Diese Verbote wurden nicht eingehalten, sie trugen aber dazu bei, den Liber extra als offizielle kirchliche Sammlung zu etablieren. Rex pacificus enthält keine Promulgation des Liber extra, da der Papst die Sammlung weder veröffentlicht, noch die im Liber extra enthaltenen Einzelnormen eigens in Kraft gesetzt hat.

## Editionen
- Rex pacificus. In: Emil Friedberg (Hrsg.): Decretalium collectiones: Decretales Gregorii P. IX., Liber sextus decretalium Bonifacii P. VIII, Clementis P. V. constitutiones, Extravagantes tum viginti Joannis P. XXII. tum communes. Leipzig 1881, Sp. 2–4 (archive.org [abgerufen am 29. September 2022]). [Auf Basis von Handschriften des Liber extra.]
- Rex pacificus. In: Heinrich Denifle, Emile Chatelain (Hrsg.): Chartularium Universitatis Parisiensis, tomus 1: Ab anno MCC usque ad annum MCCLXXXVI. Ex Typis Fratrum Delalain, Paris 1889, S. 154 (archive.org [abgerufen am 12. Mai 2022]). [Maßgebliche Ausgabe auf Basis des Registers.]
- Lucien Auvray: Les registres de Grégoire IX : recueil des bulles de ce pape, publiées ou analysées d'après les manuscrits originaux du Vatican, Bd. I, Paris 1896, Sp. 1125f. Nr. 2083 und 2084. (Columbia University Libraries Digital)

## Übersetzung
- Robert Somerville, Bruce Clark Brasington: Prefaces to Canon Law Books in Latin Christianity: Selected Translations, 500–1317. 2. Auflage. Catholic University of America Press, Washington 2020, S. 203–204. [Auf Basis von Friedbergs Text.]